# Чемпіонат світу з кросу 2007
Чемпіонат світу з кросу 2007 був проведений 24 березня в Момбасі.
Починаючи з цього чемпіонату, забіг на коротку дистанцію у чоловіків та жінок був виключений з програми змагань. Тим самим, відбулось повернення до практики, яка існувала на чемпіонатах світу з кросу до першості 1997 року включно, коли дорослі кросмени змагались лише на одній (довгій) дистанції.
Місце кожної країни у командному заліку серед дорослих чоловічих команд визначалося сумою місць, які посіли перші шестеро спортсменів цієї країни. При визначенні місць дорослої жіночої та обох юніорських команд брались до уваги перші чотири результати відповідно.

## Чоловіки
| Першість | Золото | Золото                                 | Срібло | Срібло                        | Бронза | Бронза                        |
| -------- | --- | -------------------------------------- | --- | ----------------------------- | --- | ----------------------------- |
| Особиста | Зерсенай Тадесе Еритрея | 35.50                                  | Мозес Мозоп Кенія | 36.13                         | Бернард Кіп'єго Кенія | 36.37                         |
| Командна | КеніяМозес Мозоп Бернард Кіп'єго Гідеон Нгатуні Хосея Мачаріньянг Майкл Кіп'єго Едвін Сої Саймон Арусеї Барнабас Косгеї Ніколас Кембої Річард Матеєлонг | 29 очок2 3 4 5 6 9 (19) (34) (120) DNF | МароккоАнас Сельмуні Ахмед Бадай Абдеррахім Гюмрі Абдельхадід ель Муазіз Мурад Марофіт Брахім Белуа Мурад ель Беннурі Халід ель Амрі Мохамед Амин | 15214 18 21 31 33 35 (69) DNF | УгандаМартін Тороїтіч Мозес Аліва Айзек Кіпроп Вілсон Бусьєнеї Джеймс Кібет Френсіс Мусані Річард Сойбеї Мозес Кіпсіро Боніфас Кіпроп | 19110 20 26 37 39 59 (61) DNF |

| Першість | Золото                                                                     | Золото              | Срібло                                                                               | Срібло           | Бронза                                                                 | Бронза            |
| -------- | -------------------------------------------------------------------------- | ------------------- | ------------------------------------------------------------------------------------ | ---------------- | ---------------------------------------------------------------------- | ----------------- |
| Особиста | Асбел Кіпроп Кенія                                                         | 24.07               | Вінсент Чепкок Кенія                                                                 | 24.12            | Метью Кісоріо Кенія                                                    | 24.23             |
| Командна | КеніяАсбел Кіпроп Вінсент Чепкок Метью Кісоріо Леонард Комон Ніколас Макау | 10 очок1 2 3 4 (11) | ЕритреяІссак Сібхату Самуель Цегай Теклемаріам Медхін Амануель Месель Цегаї Тевельде | 446 8 14 16 (17) | ЕфіопіяІмане Мерга Демісе Цега Абрехам Черкос Тола Бане Хабтаму Фідаку | 547 12 15 20 (28) |

## Жінки
| Першість | Золото                                                                                     | Золото                    | Срібло                                                                                         | Срібло             | Бронза                                                                                            | Бронза                 |
| -------- | ------------------------------------------------------------------------------------------ | ------------------------- | ---------------------------------------------------------------------------------------------- | ------------------ | ------------------------------------------------------------------------------------------------- | ---------------------- |
| Особиста | Лорна Кіплагат Нідерланди                                                                  | 26.23                     | Тірунеш Дібаба Ефіопія                                                                         | 26.47              | Меселеч Мелкаму Ефіопія                                                                           | 26.48                  |
| Командна | ЕфіопіяТірунеш Дібаба Меселеч Мелкаму Гелете Бурка Вуде Аялеу Корене Джеліла Местават Туфа | 19 очок2 3 4 10 (19) (47) | КеніяФлоренс Кіплагат Памела Чепчумба Пріска Чероно Вів'єн Черуйот Фріда Домонголе Емілі Чебет | 265 6 7 8 (13) DNF | МароккоЗур ель Камш Маруем Алауї Сельсулі Анане Уадду Маліка Бельфакір Саїда ель Меді Букра Шаабі | 9911 17 33 38 (50) DNF |

| Першість | Золото                                                                                      | Золото                  | Срібло                                                        | Срібло     | Бронза                                                                  | Бронза           |
| -------- | ------------------------------------------------------------------------------------------- | ----------------------- | ------------------------------------------------------------- | ---------- | ----------------------------------------------------------------------- | ---------------- |
| Особиста | Лінет Масаї Кенія                                                                           | 20.52                   | Мерсі Косгеї Кенія                                            | 20.59      | Вероніка Ньяруаї Кенія                                                  | 21.10            |
| Командна | КеніяЛінет Масаї Мерсі Косгеї Вероніка Ньяруаї Гледіс Чемвено Мерсі Чероно Полін Коріквіанг | 13 очок1 2 3 7 (22) DNF | ЕритреяМераф Бахта Фортуна Зегергіш Кокоб Мехарі Йодіт Мехарі | 586 8 9 10 | ЕфіопіяСуле Утура Гензебе Дібаба Абебу Гелан Бізунеш Ургеса Емебет Етея | 364 5 13 14 (18) |

## Медальний залік
| Місце               | Країна              | Золото | Срібло | Бронза | Загалом |
| ------------------- | ------------------- | ------ | ------ | ------ | ------- |
| 1                   | Кенія               | 5      | 4      | 3      | 12      |
| 2                   | Еритрея             | 1      | 2      | 0      | 3       |
| 3                   | Ефіопія             | 1      | 1      | 3      | 5       |
| 4                   | Нідерланди          | 1      | 0      | 0      | 1       |
| 5                   | Марокко             | 0      | 1      | 1      | 2       |
| 6                   | Уганда              | 0      | 0      | 1      | 1       |
| Загалом (6 збірних) | Загалом (6 збірних) | 8      | 8      | 8      | 24      |

## Українці на чемпіонаті
Українські кросмени участі в чемпіонаті не брали.

## Відео
- Підсумки чемпіонату на YouTube